# 英勇之心：偉大戰爭
《英勇之心：偉大戰爭》是一款由育碧蒙彼利埃（Ubisoft Montpellier）開發、育碧軟件發行的解謎冒險平台遊戲。遊戲內容從第一次世界大戰中的信件獲得靈感，講述了三名素不相識的人走到戰場，幫助一名年輕德國士兵在生存、犧牲和友誼中尋找愛情的故事。
遊戲於2014年6月25日在Microsoft Windows、PlayStation 3、PlayStation 4、Xbox 360和Xbox One上發行，使用UbiArt Framework引擎。續作《英勇之心2》於2023年1月推出於Netflix遊戲平台。

## 遊戲內容
本作為一款橫向卷軸、以解謎為主的冒險遊戲，背景設定在第一次世界大戰期間。玩家將扮演四名角色，每人都有不同的背景和獨特的能力，官方解釋稱這些能力代表著戰爭的不同方面。。
- 艾米爾（Emile）是一名法國農民，一戰期間被徵召入伍。[6]他是四名角色中年齡最大的，行動起來也比較緩慢，但可使用鏟子挖掘鬆軟的地面，相關關卡以解謎為主。[5]在前往戰場途中他幫助了另一名角色弗雷迪。後來他被德國軍隊俘虜，他與狗隻華特一同逃出德軍軍營，去尋找女婿卡爾。[6]
- 弗雷迪（Freddie）是一名來自美國、自願參加法軍的戰士。他為報妻仇而參戰，與艾米爾結識後兩人成為好朋友。他是最年輕和最強壯的一名角色，[6]因此相關關卡以動作為主。[5]另外，他攜帶剪鉗能剪斷鐵絲網。
- 安娜（Anna）來自比利時，她本來學習的是獸醫；雖然她的父親讓她不要回家直至安全為止，但她決定走上戰場救死扶傷。他在戰場上救出了艾米爾和弗雷迪。[6]
- 卡爾（Karl）是德國人。他與艾米爾的女兒瑪麗（Marie）結婚，是艾米爾的女婿。一戰爆發後他被法國遣返回國，並被德軍徵召入伍。[6]他並不願意戰鬥，並且希望和平地解決問題。卡爾的關卡將以潛行為主，他能通過他的偽裝能力逃出困境。[5]

遊戲共分為四章，每章又細分為多個關卡，玩家必須完成特定目標才能推進劇情。大多數為解謎關卡，玩家需找出適合當前情境所需的物品。部分關卡則包含戰爭場景，需在密集的砲火中求生；也有必須避開敵人視線的潛行關卡；以及搭配經典音樂進行節奏性的追車關卡。每位角色都可以與物品互動，進行近戰攻擊來擊倒守衛或破壞障礙，還能投擲物品。
玩家還可以指揮一隻名叫華特（Walt）的狗執行各種指令，牠能鑽進狹小空間、叼取或攜帶特定物品、啟動開關，並能在不引起敵人注意的情況下自由行動。華特會通過吠叫、挖地等給予玩家提示，根據提示，玩家可以找到關卡中有用的物品或機關。遊戲中每一關都有隱藏的可收集物品，還會隨著遊戲進展解鎖有關戰爭的歷史知識。解謎關卡提供提示功能，在玩家卡關一段時間後可以此協助解謎。

## 劇情
故事開始於1914年，與俄羅斯結盟的法國因預感戰爭即將爆發，開始驅逐德國公民。卡爾被迫與妻子瑪麗以及他們的兒子維克多分離，並被徵召進入德國軍隊。同時瑪麗的父親艾米爾也被徵召進入法國軍隊。
艾米爾與同袍在邊境會戰中幾乎全軍覆沒，他自己也身受重傷並成為德軍的俘虜。卡爾在德軍軍營認出艾米爾，但聯軍突襲使他被迫逃離。在混亂中，一隻德軍醫療犬華特救了卡爾一命；艾米爾也趁亂逃脫，並遇見了弗雷迪，一位在妻子死於范·多夫率領的德軍空襲後，自願加入法國軍隊的美國人。
弗雷迪和艾米爾在途中遇見了安娜，一位比利時獸醫學生兼戰地護士。她正在追蹤使用氯氣和齊柏林飛艇等先進武器的德軍軍官范·多夫，因為他強迫她的父親為其開發先進的戰爭機器。三人從伊普爾一路追蹤范·多夫的齊柏林飛艇至蘭斯。飛艇墜毀後，范·多夫駕著雙翼飛機與安娜的父親逃離。卡爾雖然在墜機中倖存，卻被俘成為戰俘，安娜隨他一同前往戰俘營，照顧他傷勢復原。
艾米爾與弗雷迪繼續追擊范·多夫，誓言復仇並營救安娜的父親。他們在凡爾登的杜奧蒙堡發動攻勢，擊敗藏身其中的范·多夫，並奪取了他最新研發的大型裝甲坦克。儘管成功救出安娜的父親，范·多夫卻再度逃脫。當艾米爾與眾人分開時，弗雷迪繼續追擊，終於在索姆河戰役中於一輛毀壞的坦克上與范·多夫徒手決鬥。
卡爾得知兒子生病的消息後，決心與家人團聚，遂冒險越獄逃脫。安娜協助他回到位於家鄉，卻因此雙雙被俘。卡爾在聯軍的突襲中趁機逃出，發現家園已被氯氣砲彈轟炸。趕忙戴上防毒面具的卡爾將瑪莉與兒子救出，可是吸入太多毒瓦斯的卡爾昏迷不醒，幸好安娜及時趕到，成功救回卡爾。歷經三年的戰爭與流亡後，康復的卡爾終於與妻兒重聚。
艾米爾則在前線被迫參與血腥而近乎自殺的尼維爾攻勢，指揮官像是瘋了一樣命令許多士兵往戰場前衝鋒，最終讓艾米爾忍無可忍，他用鐵鍬打了長官一擊，卻意外將其打死。雖然其他士兵極力替他辯護，艾米爾仍被軍法審判並判處槍決。在被拖往刑場途中，弗雷迪和其他在攻勢中倖存的士兵向他行軍禮致敬。艾米爾在寫給瑪麗的最後一封信中表達了他對戰爭的痛恨，以及希望瑪麗和她的家人能重新獲得幸福。

## 開發
遊戲的藝術總監Paul Tumelaire於2011年開始構思這個專案，並於半年後邀請了導演Yoan Fanise等人加入團隊。2014年是第一次世界大戰爆發100週年，團隊希望透過這款遊戲讓玩家記住這段歷史。他們選擇以解謎冒險的形式呈現，而非傳統的射擊遊戲，旨在強調人性與情感。
為了確保歷史準確性，開發團隊查閱了大量的戰爭信件、照片，並實地考察了法國的戰壕遺址。此外還與紀錄片《一次大戰啟示錄》的製作團隊合作，將真實的歷史照片與資料融入遊戲中 。

## 評價
| 汇总媒体   | 得分                                                                   |
| ---------- | ---------------------------------------------------------------------- |
| Metacritic | PC: 79/100 PS3: 77/100 PS4: 77/100 XONE: 81/100 iOS: 87/100 NS: 77/100 |

| 媒体          | 得分   |
| ------------- | ------ |
| Destructoid   | 9/10   |
| Eurogamer     | 7/10   |
| Game Informer | 7/10   |
| GamesRadar+   | [ 17 ] |
| GameSpot      | 8/10   |
| IGN           | 7.7/10 |
| Joystiq       | [ 20 ] |
| PC Gamer美国  | 65/100 |
| TouchArcade   | [ 22 ] |

### 獲獎
| 年份 | 獎項                 | 類別                     | 結果 | 来源          |
| ---- | -------------------- | ------------------------ | ---- | ------------- |
| 2014 | 金搖桿獎 2014        | 最佳原創遊戲             | 提名 | [ 23 ] [ 24 ] |
| 2014 | 金搖桿獎 2014        | 最佳遊戲時刻             | 提名 | [ 23 ] [ 24 ] |
| 2014 | 金搖桿獎 2014        | 最佳視覺設計             | 提名 | [ 23 ] [ 24 ] |
| 2014 | 2014年遊戲大獎       | 最佳遊戲敘事             | 獲獎 | [ 25 ]        |
| 2014 | 2014年遊戲大獎       | 創新遊戲                 | 獲獎 | [ 25 ]        |
| 2015 | 第42屆安妮獎         | 最佳電子遊戲             | 獲獎 | [ 26 ]        |
| 2015 | 第18屆D.I.C.E.大獎   | 年度冒險遊戲             | 提名 | [ 27 ]        |
| 2015 | 第18屆D.I.C.E.大獎   | 藝術指導傑出成就獎       | 提名 | [ 27 ]        |
| 2015 | 第18屆D.I.C.E.大獎   | 音效設計傑出成就獎       | 提名 | [ 27 ]        |
| 2015 | 第18屆D.I.C.E.大獎   | 劇情傑出成就獎           | 提名 | [ 27 ]        |
| 2015 | 2017年SXSW遊戲獎     | 傑出音樂配樂             | 提名 | [ 28 ]        |
| 2015 | 2017年SXSW遊戲獎     | 傑出敘事表現             | 提名 | [ 28 ]        |
| 2015 | 第11屆英國學院遊戲獎 | 藝術成就                 | 提名 | [ 29 ]        |
| 2015 | 第11屆英國學院遊戲獎 | 原創作品                 | 獲獎 | [ 29 ]        |
| 2015 | 第14屆NAVGTR獎       | 原創戲劇配樂（新IP）     | 提名 | [ 30 ]        |
| 2015 | 第14屆NAVGTR獎       | 遊戲（原創角色扮演類）   | 提名 | [ 30 ]        |
| 2015 | 第14屆NAVGTR獎       | 服裝設計                 | 提名 | [ 30 ]        |
| 2015 | 第14屆NAVGTR獎       | 藝術指導（時代風格影響） | 提名 | [ 30 ]        |
| 2015 | 第14屆NAVGTR獎       | 藝術動畫                 | 提名 | [ 30 ]        |

## 外部連結
- 官方网站（英文）